# Amin Hayai
Amin Hayai ou Amin Hayayee (en persan: امین حیایی), acteur, né le 9 juin 1970, à Téhéran, Iran est un acteur iranien. Il est marié à Niloofar Khoshkholgh, actrice iranienne.

## Filmographie
- Zanha Fereshte And (Les femmes sont des anges), 2008
- Dayere Zangi, 2008
- Neghab, 2007
- Ekhrajiha 2007
- The Trap (Le piège), 2006
- Invité, 2006
- Dinner de noce, 2005
- Aquarium, 2005
- The Flee Bride, 2004
- Coma, 2003
- Mehman-e maman (Invités de maman), 2003
- horney dog, 2003
- La fille persane, 2002
- Moni et Neda, 2002
- Les Voisins (Série télévisée)
- The Intruder, 2002
- Leaning on the Wind, 2000
- Appartement, 1999 (Série télévisée)
- La Pomme rouge d'Ève, 1998
- Ethereal, 1997
- Supporter, 1995
- Do rooye sekke, 1992